# Monica Ungureanu
Elena Monica Ungureanu (ur. 27 stycznia 1988 r.) – rumuńska judoczka, dwukrotna brązowa medalistka Mistrzostw Europy, trzykrotna mistrzyni Rumuni.

## Osiągnięcia
- Mistrzostwa Europy
  - 2017 – 3. miejsce
  - 2016 – 3. miejsce
- Mistrzostwa Europy juniorów
  - 2006 – 3. miejsce
- Mistrzostwa Europy kadetów
  - 2004 – 3. miejsce
- Mistrzostwa Rumunii
  - 2013 – 1. miejsce
  - 2012 – 1. miejsce
  - 2009 – 3. miejsce
  - 2008 – 3. miejsce
  - 2006 – 2. miejsce
  - 2005 – 1. miejsce
  - 2004 – 3. miejsce
- Mistrzostwa Rumunii U23
  - 2010 – 1. miejsce
  - 2007 – 2. miejsce
- Mistrzostwa Rumunii juniorów
  - 2007 – 1. miejsce
  - 2006 – 1. miejsce
  - 2005 – 1. miejsce
  - 2004 – 2. miejsce
- Mistrzostwa Rumunii kadetów
  - 2004 – 1. miejsce